# Circonscription de Humera
La circonscription de Humera est une des 38 circonscriptions législatives de l'État fédéré du Tigré, elle se situe dans la Zone ouest. Son représentant actuel est Azeb Mesfin Haile.